# Об'єктивна реальність
Об'єктивна реальність — світ, що існує незалежно від суб'єкта (людини) і його свідомості. Уявлення про світ, як про зовнішню (навколишню) реальність, що не залежить від позиції, розуміння і сприйняття суб'єкта.
У агностицизмі вважається, що «об'єктивна реальність» як вона є недоступна до повного пізнання і розуміння людини. Поділ на зовнішній світ (фізичних явищ у просторі і часі) і внутрішній світ (суб'єктивної реальності, феноменів мислення, свідомості), — це філософська основа класичного природознавства.